# Grelhado

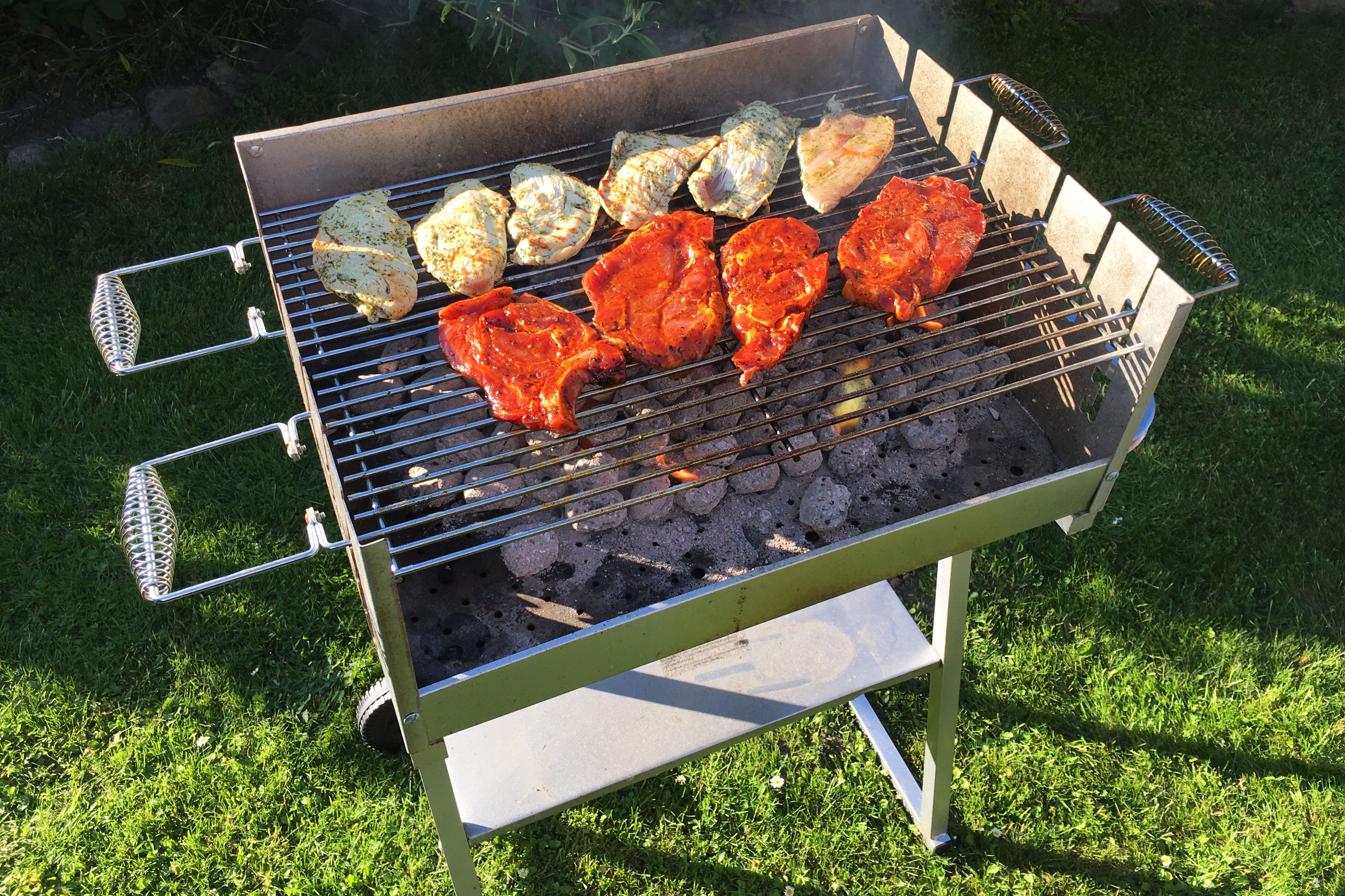
Comida sendo grelhada.

Grelhar é uma técnica culinária que consiste em cozinhar os alimentos em lume vivo, como no churrasco, ou dentro de um forno, aplicando calor em sua superfície, por cima, por baixo ou pelos lados. O nome desta técnica vem da grelha, o utensílio culinário mais usado para esta forma de cozinhar.

## Características
Em algumas formas, pode considerar-se que grelhar é sinônimo de assar, mas nos grelhados, os alimentos não podem cozinhar dentro de líquido ou junto com outros alimentos que deitem líquidos. No entanto, é normal pincelar o alimento na grelha com um óleo, a mistura da marinada, ou outro molho, que não deixe o alimento secar e, ao mesmo tempo, lhe melhore o sabor.
Os grelhados podem ser carnes, peixes ou vegetais e algumas formas muito típicas de juntar na mesma refeição vários tipos de alimentos todos grelhados são, por exemplo o bacalhau assado e a sardinha assada da culinária de Portugal, em que o peixe é muitas vezes servido com batatas e pimentos também grelhados.